# Neuroreceptor

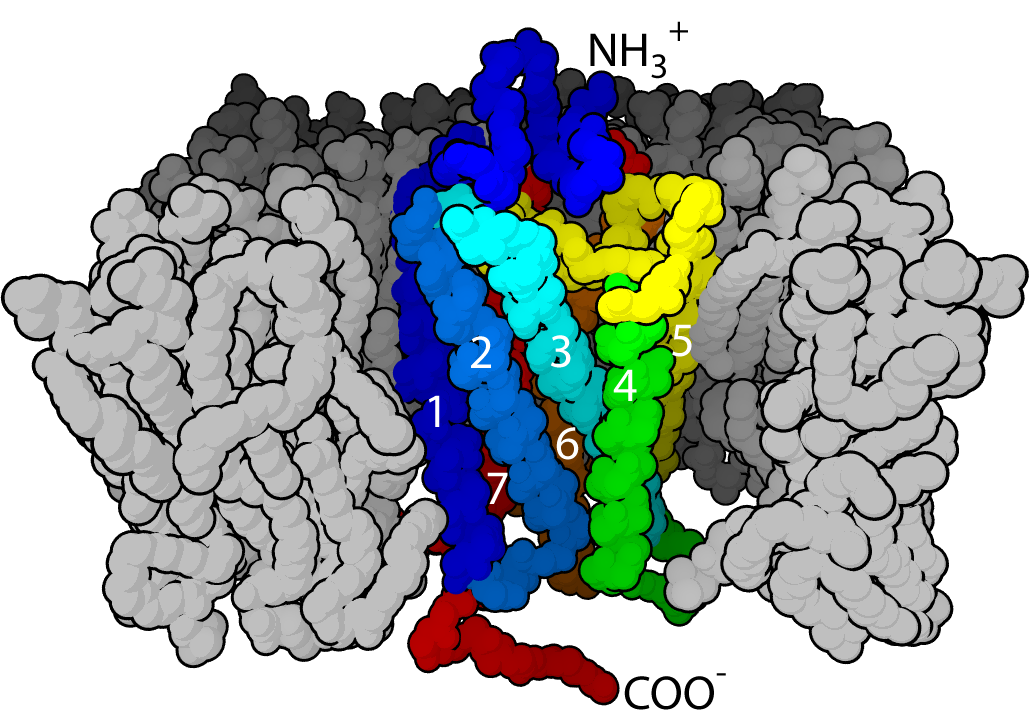
Obrázek 1. Sedm transmembránových α-helix struktur receptoru spřaženého s G proteinem

Neuroreceptor  je membránový receptorový protein, který se aktivuje neurotransmiterem. Chemické látky (neurotransmiter) na vnější části buňky mohou doputovat k buněčné membráně a podél doputují k receptoru, na který se navážou a tím vyvolají události uvnitř buňky. Membránový receptor je součástí molekulárního stroje, který umožňuje, aby buňky komunikovaly spolu navzájem . Neureceptor je pak takový typ receptoru, který se specificky váže na neurotransmitery.
V postsynaptické buňce  neuroreceptory přijímají signál, který vyvolá elektrický signál regulací aktivity iontových kanálů. Příliv iontů přes iontové kanály otevřené kvůli vazbě neurotransmiterů na specifické receptory může měnit membránový potenciál neuronu a to může mít za následek signál vedoucí podél axonu (viz akční potenciál) na další neurony . Na presynaptické buňce, může také existovat receptor specifický pro neurotransmiter uvolněný z této buňky (tzv. autoreceptor), který je schopen vyvolat zpětnou vazbu a zprostředkovat masivní uvolnění neurotransmiterů z buňky.
Existují dva hlavní typy neuroreceptorů: ionotropní a metabotropní. Ionotropní znamená, že ionty mohou projít receptorem, zatímco metabotropní znamená, že tzv. druhý posel uvnitř buňky přenese zprávu (tj. metabotropní receptory nemají kanály). Metabotropní receptory jsou receptory navázané na G protein (od toho také jejich sekundární název receptory spřažené s G proteinem) . Ionotropní receptory jsou nazývány také ligandem řízené iontové kanály (LGIC-Ligand-gated ion channel) a mohou být excitovány neurotransmitery (ligandy) typu glutamát a aspartát. Tyto receptory mohou být inhibovány neurotransmitery GABA a glycin. Naopak receptory spřažené s G proteinemr nejsou ani excitační ani inhibiční, ale mají širokou řadu funkcí. Spouští modulační excitační a inhibiční akce pro iontové kanály nebo signalizační kaskády, kterou se uvolňuje vápník z kapsulí uvnitř buňky. Většina neuroreceptorů  jsou spřažené s G-proteinem.

## Umístění
Neuroreceptory se nachází na povrchu neuronů a gliových buněk. Na synapsi jeden neuron posílá zprávy do jiných neuronů prostřednictvím neurotransmiterů. Zpravidla postsynaptický neuron, který obdrží zprávu, shlukuje příbuzné neuroreceptory k sobě na membráně. Neuroreceptory mohou být umístěny do jakékoliv oblasti membrány neuronu (dendritu, axonu nebo do těla buňky.

## Ionotropní receptor: Neurotransmiterem řízené  iontové kanály

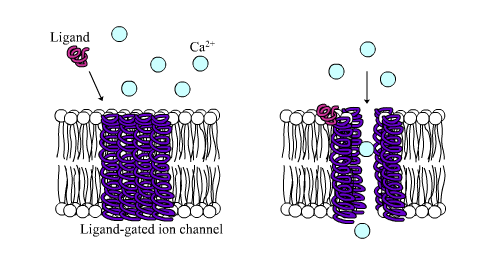
Ligandem řízený iontový kanál

Ligandem řízené iontové kanály (LGIC j sou ionotropní receptory , které mají transmembránový iontový kanál otevřený nebo uzavřený v reakci na vazbu chemického posla (ligandu), například neurotransmiteru.
Vazebné místo pro endogenní ligandy na LGIC proteinovém komplexu (alosterické vazebné místo) se obvykle nachází na jiné části proteinu než se nachází pór iontového kanálu. Přímá vazba mezi navázáním ligandu  a otevřeným nebo zavřeným iontovým kanálem, která je charakteristický pro ligandem-řízené iontové kanály, je jiná oproti nepřímé funkce metabotropních receptorů, které používají druhé posly. LGICs jsou také odlišné od napětím řízených iontových kanálů, které se otevírají a zavírají v závislosti na membránovém potenciálu, a od mechanosenzitivních iontových kanálů, které se otevírají a zavírají v závislosti na mechanické deformaci buněčné membrány.

## Metabotropní receptor: receptor spřažený s G proteinem

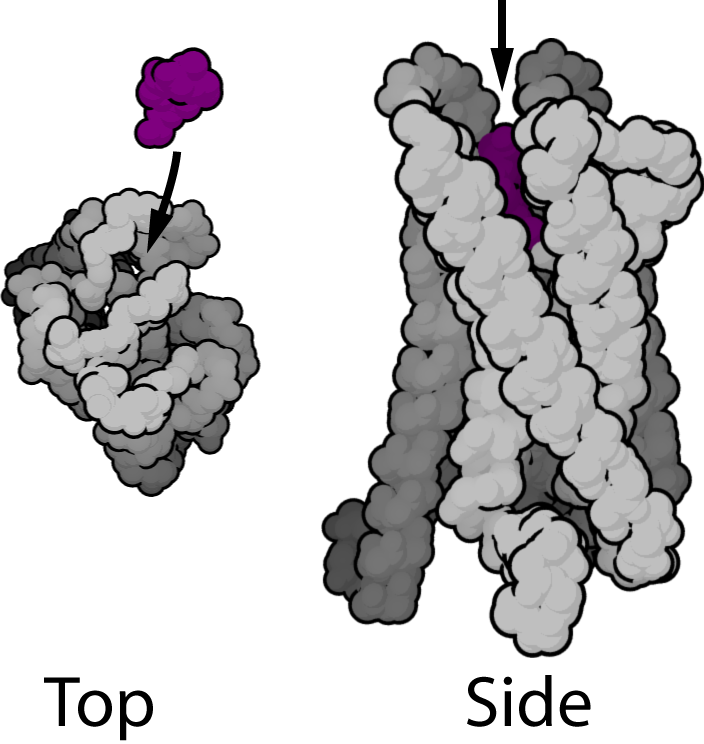
Opioidní receptor s agonistou

Receptor spřažený s G proteinem (G protein-coupled receptory – GPCRs), také známý jako receptor sedmi transmembránových domén ( 7TM receptor) obsahuje velké proteinové rodiny transmembránových receptorů , které zcitliví  molekuly vně buňky a aktivují uvnitř signální transdukční dráhy, a tedy nakonec i buněčnou odpověd. Nacházejí pouze u eukaryot, včetně kvasinek, truběnek, a zvířat. Jako ligandy se vážou a aktivují receptory patří světločivné látky, vůně, feromony, hormony a neurotransmitery, velikostně od malých molekul peptidů až po velké proteiny. Receptory způsobují některé patologie a jsou také terčem přibližně 30% všech moderních léků.
Existují dvě hlavní signální transdukční dráhy zahrnující receptor spřažený s G proteinem, jednak cAMP signální dráhy a fosfatidylinositol signální dráhy. Když se ligand naváže na GPCR,  způsobují konformační změnu GPCR, což umožní působit jako guanin nukleotid výměnný faktor (GEF). GPCR. Následně může aktivovat G-protein prostřednictvím výměny navázané GDP za GTP. G-protein pdjednotka α se váže GTP a může se oddělit od β a γ podjednotek a dále ovlivnit intracelulární signální proteiny anebo cílové funkční proteiny závislých přímo na α podjednotce (G,as, Gai/o, Gaq/11, Gα12/13).

## Desenzibilizace a koncentrace neurotransmiteru
Neuroreceptory podléhají ligandem indukované desenzibilizaci a nereagují dlouhodobě na neurotransmitery. Neuroreceptory  jsou přítomny na postsynaptickém i presynaptickém neuronu, po předchozím příjmu neurotransmiterů a účinně tím brání dalšímu úniku určitého neurotransmiteru. Neuroreceptory se nacházejí nejen v nervových buňkách ale i v mnoha imunitních a svalových tkáních. Neuroreceptor přestane odpovídat na neurotransmitery, pokud jim mu vystaveny delší dobu. Tento jev je známý jako ligandem indukované desenzibilizace nebo downregulace.

## Příklad neuroreceptorů
Následující jsou některé hlavní třídy neuroreceptorů:
- Adrenergní: α -1A, α -1b, α1, α1, α2a, α2b, α2c, α2d, β1, β2, β3
- Dopaminergní: D1, D2, D3, D4, D5
- Gabaergní: GABAA, GABAB1a, GABAB1δ, GABAB2, GABAC
- Glutaminergní: NMDA, AMPA, kainátové, mGluR1, mGluR2, mGluR3, mGluR4, mGluR5, mGluR6, mGluR7
- Histaminergní: H1, H2, H3
- Cholinergní: Muskarinových: M1, M2, M3, M4, M5; Nikotinová: svalové, nervové (α-bungarotoxin-insensitive), neuronální (α-bungarotoxin sensitivní)
- Opioidy: μ, δ1, δ2, κ
- Serotonergní: 5-HT1A, 5-HT1B, 5-HT1D, 5-HT1E, 5-HT1F, 5-HT2A, 5-HT2B, 5-HT2C, 5-HT3, 5-HT4, 5-HT -5, 5-HT6, 5-HT7
- Glycinerginí: Glycin